# Bamberga
Bambèrga (AFI: /bamˈbɛrɡa/; in tedesco Bamberg; in francone orientale Bambärch) è una città extracircondariale della Baviera, in Germania. È situata nell'Alta Franconia sul fiume Regnitz, vicino alla confluenza con il fiume Meno. La sua popolazione è di 80 580 abitanti.
La città vecchia di Bamberga è compresa dal 1993 nell'elenco dei patrimoni dell'umanità dell'UNESCO per il suo caratteristico aspetto medievale. Bamberga è nota anche per la sua grande produzione di birra e in particolare per il birrificio Schlenkerla, che risale all'epoca medievale, e produce la caratteristica e unica Rauchbier. La città sorge su sette colli: Domberg, Michaelsberg, Kaulberg/Obere Pfarre, Stefansberg, Jakobsberg, Altenburg e Abtsberg.

## Storia

### Origini
Nel periodo successivo alla caduta dell'Impero romano d'Occidente, durante la migrazione e insediamento delle popolazioni germaniche, la regione, in seguito inclusa nella Diocesi di Bamberga, era abitata per la maggior parte da Slavi. Come hanno dimostrato gli scavi archeologici effettuati nel XIX secolo sulla collina del Duomo, il sito di Bamberga era popolato già nel 600 d.C. Non è chiaro se il sito fosse stato abitato ininterrottamente dalla fine dell'Impero romano, o se fosse stato ripopolato in seguito.
Il Babenburg o Babenberch sembra esser stato verso la fine del IX secolo un centro di potere regionale, circondato da mura. Nell'anno 902, infatti, viene menzionato per la prima volta un Castrum Babenberch sulla collina della cattedrale attuale, appartenente ai Conti dei Vecchi-Babenberg. Questa famiglia, nel regno dei Franchi orientali, prese il nome proprio da questo feudo. L'area fu cristianizzata principalmente dai Monaci benedettini dell'abbazia di Fulda, e posta sotto l'autorità spirituale della Diocesi di Würzburg.

### Periodo imperiale

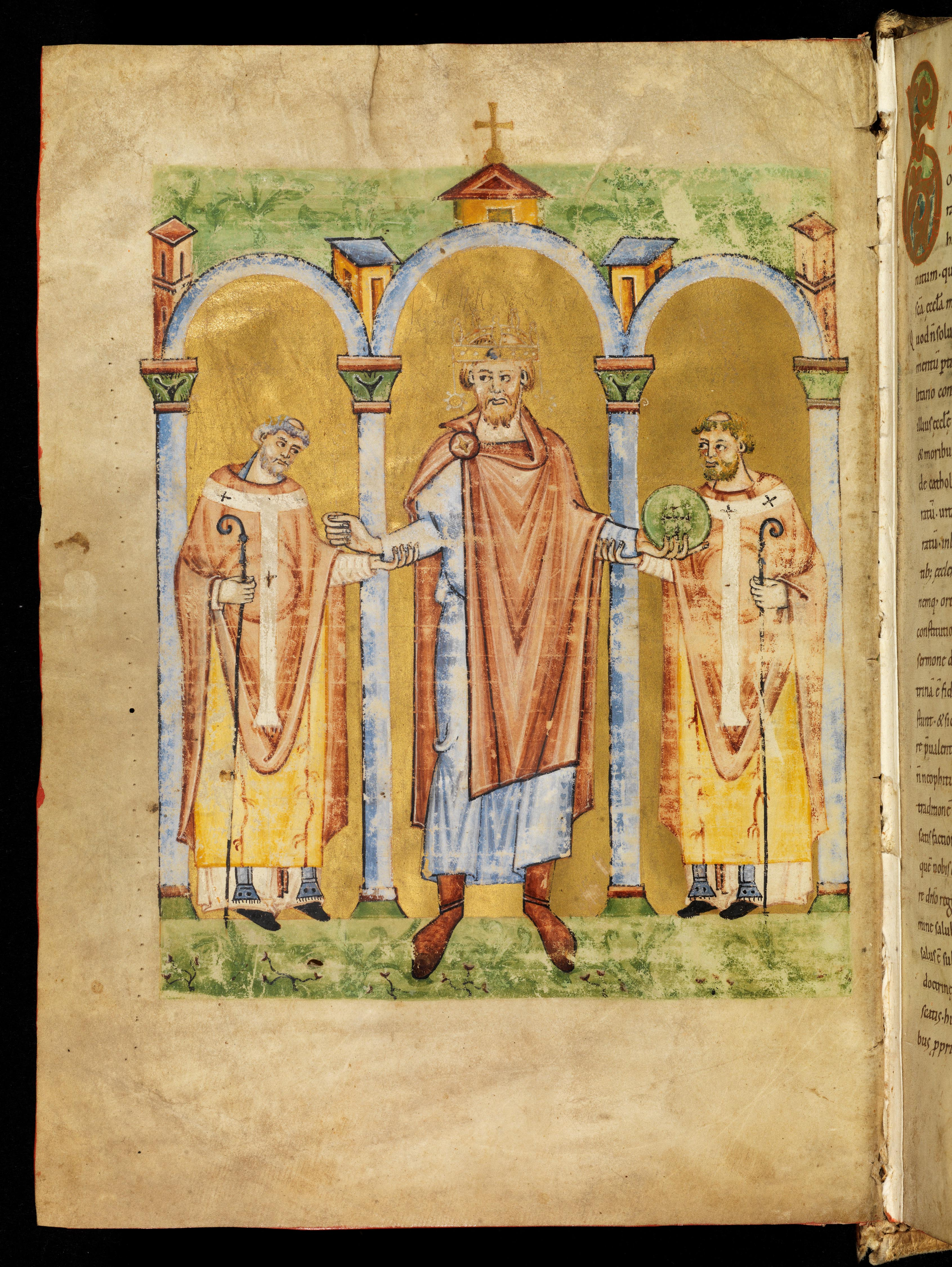
L'imperatore Enrico II in un manoscritto conservato alla Biblioteca di Stato di Bamberga

Nel 903, in seguito a una faida sanguinosa con la famiglia renano-francone dei Corradinidi, tesa ad espandere i suoi domini sulla Franconia, i Vecchi-Babenberg perdettero la contea. Con Corrado il Giovane Bamberga passò ai Corradini, da allora chiamati Feudo-Babenberg. Nel 906 il conte palatino Adalberto di Babenberg tese un'imboscata ai Corradini nelle vicinanze di Fritzlar con il fine di riappropriarsi della Franconia. Durante il combattimento persero la vita sia il padre di Corrado il giovane sia i due fratelli di Adalberto. Quest'ultimo venne poi imprigionato su ordine del re, Ludovico IV il Fanciullo e condannato a morte per aver violato la pace reale.
I Babenberg persero tutti i loro titoli e le loro proprietà in Franconia, mentre Corrado ne divenne l'indiscusso duca. Come tale ebbe un ruolo decisivo a corte, alla morte di Ludovico IV (ultimo dei Carolingi a regnare sui Franchi Orientali), nel novembre 911, Corrado venne eletto re con il nome di Corrado I di Franconia. La proprietà diventa dominio reale: tale resterà fino al 973, nel momento in cui l'imperatore Ottone II diede il Castrum a suo cugino Enrico il Litigioso, duca di Baviera.
Il figlio di quest'ultimo, eletto imperatore del Sacro Romano Impero nel 1002 con il nome di Enrico II, detto il Santo, per limitare il potere della diocesi di Würzburg e per incoraggiare la conversione delle genti che abitavano le regioni a est del "Castrum", decise, nel 1007, di erigere Bamberga a diocesi.
Nel 1008, dopo lunghe trattative con i vescovi di Würzburg e di Eichstätt, che dovevano cedere parti dei loro territori, i confini della nuova diocesi furono definiti, e il papa Giovanni XVIII concesse la conferma papale nello stesso anno. Enrico II ordinò anche la costruzione di una nuova Cattedrale, consacrata il 6 maggio 1012 e subito arricchita di doni papali. Enrico II la eresse a Cattedrale imperiale in suo onore, rilasciando quei privilegi che accrebbero notevolmente il potere temporale del vescovo.
Nel 1017 Enrico II fonda anche l'Abbazia di Monte San Michele, nei pressi di Bamberga, un'abbazia benedettina per la formazione del clero. Il papa Benedetto VIII, durante la sua visita a Bamberga del 1020, rese la diocesi immediatamente soggetta alla Santa Sede. Per un breve periodo Bamberga fu il centro del Sacro Romano Impero. Enrico II e sua moglie Cunegonda, entrambi annoverati fra i santi della Chiesa cattolica, sono seppelliti nella cattedrale.

### Sotto i Principi-Vescovi

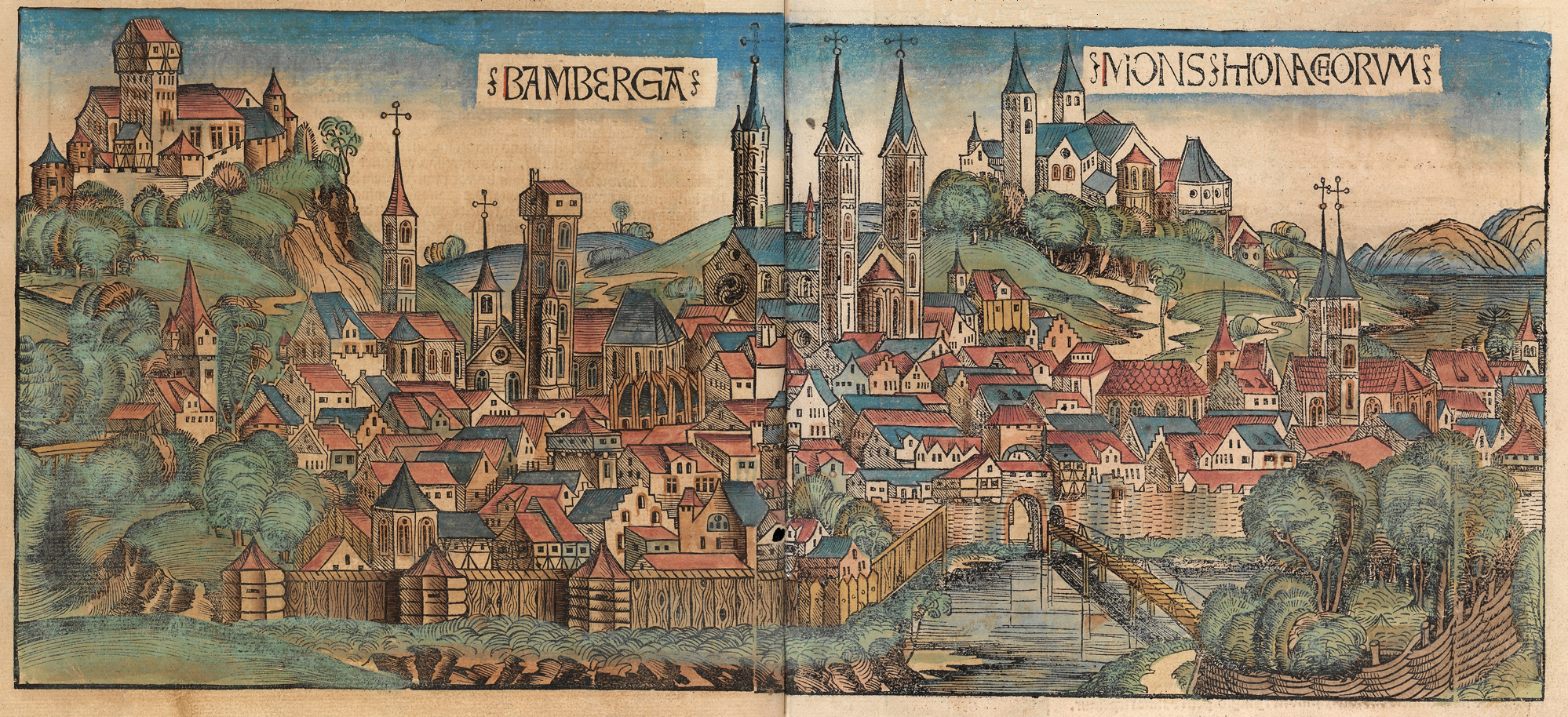
Veduta di Bamberga nel 1493 dalle "Cronache di Norimberga"

Dalla metà del XIII secolo in poi i vescovi divennero anche principi dell'Impero e nei secoli seguenti Bamberga venne governata dai suoi vescovi che promossero la costruzione di edifici monumentali e ressero il principato vescovile di Bamberga fino al 1803. Nel 1248 e nel 1260 la sede ha ottenuto grandi porzioni dei possedimenti dei Conti di Merania, in parte mediante acquisto e in parte attraverso l'appropriazione dei feudi spenti.
Il vecchio Vescovado di Bamberga si componeva di un territorio che si estendeva ininterrotto da Schlüsselfeld alla Foresta Francone, e con numerosi possedimenti nell'Alto Palatinato nei Ducati di Carinzia e di Salisburgo, in Turingia, e sul Danubio. Tuttavia con le modifiche derivanti dalla Riforma, il territorio della diocesi venne ridotto quasi della metà. Nel XVIII secolo comprendeva ancora 18 città con i baliaggi di Hallstadt, Güssbach, Strullensdorf, Geissfeld, le giudicature di Eckolsheim, Reiffenberg, Marlofstein, Neuenkirchen, Lichtenfels e Zeil sul Meno, Ober Scheinfeld (exclave nel principato di Schwarzenberg), Vilseck nel Palatinato superiore.
Oltre le vaste terre nell'alta valle del Meno con le città fortificate di Forchheim (podesteria), Cronach (capitanato) e l'abbazia di Banz, il principato aveva vasti feudi nell'alta Carinzia (signoria di Villach e possedimenti lungo la Drava da Treuffen fino al Tarvisio fino al 1759 quando sono venduti all'Austria), che furono completamente annessi nel 1765 con le secolarizzazioni giuseppiniane in Austria.

#### Hussiti e rivolte
Nel gennaio 1430 gli Hussiti arrivarono alle porte della città. Il Capitolo della cattedrale fuggì nel Castello di Giechburg, nei pressi di Scheßlitz, lo stesso vescovo si ritirò in Carinzia e i ricchi borghesi scapparono a Forchheim e Norimberga. Ne seguì il saccheggio della città e dei suoi ricchi monasteri. Quando nel febbraio arrivarono le truppe imperiali guidate dal marchese Federico I di Brandeburgo, quest'ultimo incontrò il comandante degli hussiti, Andreas Prokop, nel suo Castello di Zwernitz, dove stipulò una tregua costata 12 000 fiorini ma che permise di evitare l'incendio della città.
Una rivolta dei cittadini nel XV secolo contro il potere egemonico del vescovo, chiamato "Argomento immunità" non riuscì a destituire il potere temporale della diocesi. La guerra dei contadini tedeschi del 1524-25 lasciò comunque il segno in città; così come la Guerra dei trent'anni, dove la città subì pesantemente l'attacco delle truppe svedesi, o nella Guerra dei sette anni, segnata dalla Prussia.

#### La Caccia alla streghe

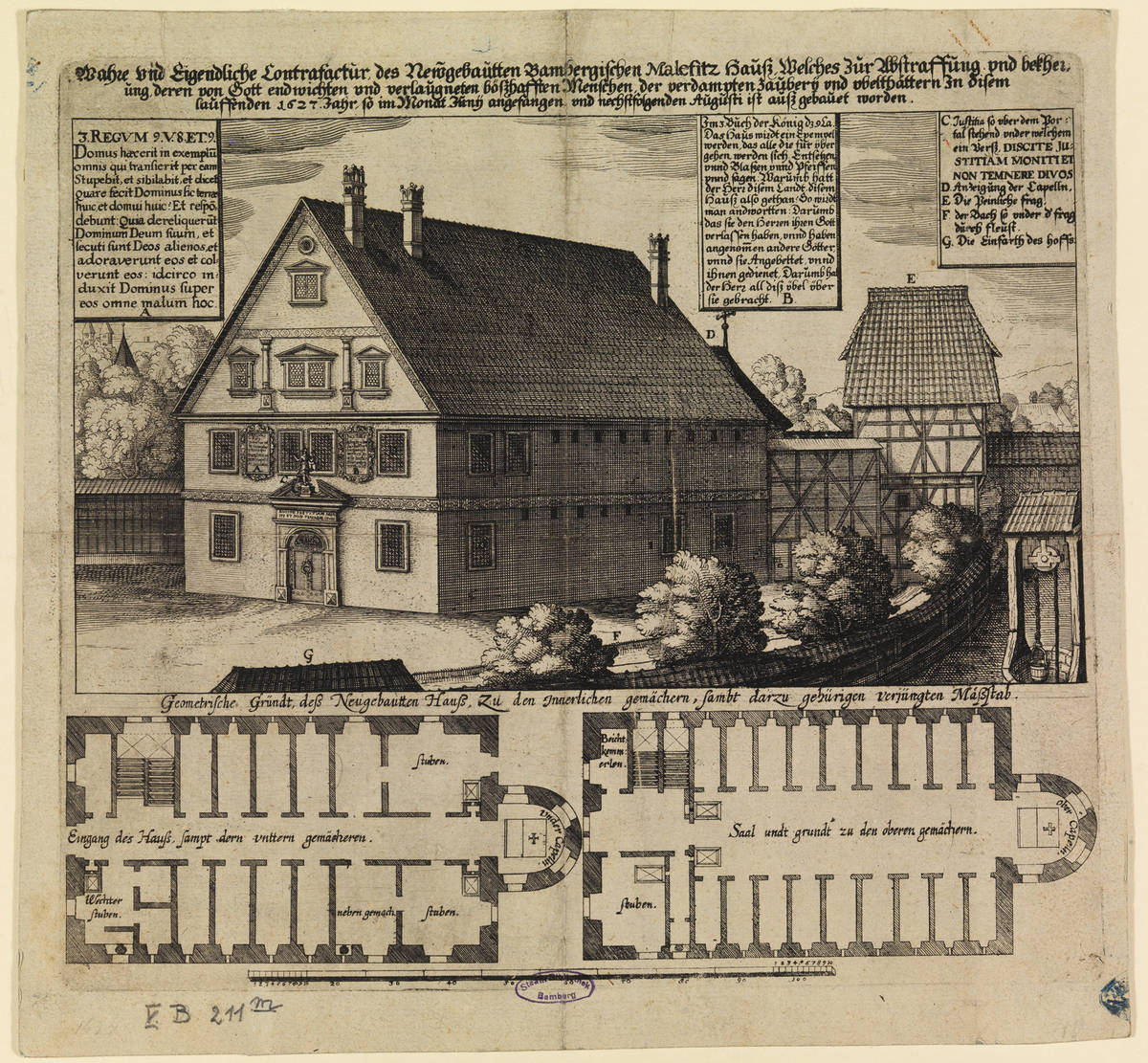
Un'incisione del 1627 raffigurante il Malefizhaus ("casa delle streghe") di Bamberga, dove si sono tenuti gli interrogatori dei sospettati di stregoneria.

I processi alle streghe del XVII secolo causarono centinaia di vittime a Bamberga raggiungendo l'apice tra il 1626 e il 1631, sotto il governo del principe vescovo Johann Georg II von Fuchs Dornheim. Nel 1627 fu fondato il famoso Drudenhaus (Carcere delle streghe) che vide, fra gli altri, imprigionato il sindaco di allora Johannes Junius, di cui ci è pervenuta una testimonianza tramite la lettera che scrisse alla figlia prima di essere giustiziato. Fino al 1632 furono condannate più di 300 persone in città e solo con l'invasione delle truppe svedesi si riuscì a fermare il vescovo e il suo massacro.

#### Rinascita barocca e declino

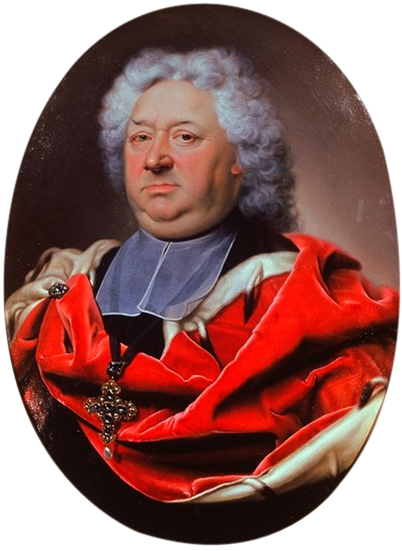
Ritratto del principe-vescovo Franz Lothar von Schönborn

Nel 1647 fu fondata l'Università di Bamberga, con il nome di Academia Bambergensis con le facoltà di Teologia e Filosofia.
In epoca barocca, sotto i principi-vescovi Franz Lothar von Schönborn (1693-1729) e Friedrich Karl von Schönborn-Buchheim (1729-1745) la città conobbe una notevole fioritura culturale. In particolare Friedrich Karl accrebbe anche la sua università con le facoltà di Giurisprudenza e Medicina.
Ben presto inizia il declino; nel 1759, i possedimenti e giurisdizioni della diocesi situata in Austria vennero venduti e quando la secolarizzazione delle terre della Chiesa ebbe luogo, nel 1802, il territorio della diocesi scese da 3305 km² a 1276 km².
Presente ancora nel Collegio dei Principi del 1801 con l'11° voto, il principato, poco dopo, fu secolarizzato e annesso alla Baviera (1803) con i suoi 207 000 abitanti.

### Annessione alla Baviera
Con la mediatizzazione, Bamberga perse la sua indipendenza nel 1803, entrando a fare parte del Regno di Baviera. Con il Trattato di Lunéville del 1801, numerose città e abbazie imperiali erano state assegnate ai principi elettori laici, come compensazione per la perdita del Palatinato a favore della Francia. Bamberga e il suo vescovado furono assegnati al Regno di Baviera. Ancor prima della firma definitiva del Reichsdeputationshauptschluss nel 1803, la Baviera aveva occupato militarmente il territorio della diocesi già il 2 settembre 1802 e il 29 novembre viene dichiarato provincia bavarese. Il Principe vescovo Christoph Franz von Buseck, rassegnando le dimissioni, siglò la fine dell'indipendenza di Bamberga. Pochi anni dopo, nel 1818, la sede vescovile, privata definitivamente del potere civile, venne elevata però ad arcidiocesi di Bamberga (tuttora una delle due sedi metropolitane bavaresi, insieme all'arcidiocesi di Monaco e Frisinga).
Bamberga fu collegata al sistema ferroviario tedesco nel 1844. Durante la rivoluzione del marzo 1848, Bamberga fu una roccaforte dei democratici, tanto che vi vennero stilati i cosiddetti 14 articoli di Bamberga, una carta dei diritti fondamentali. I più noti esponenti erano gli avvocati Nikolaus Titus e Ignaz Prell, il medico Heinrich Heinkelmann e il giornalista Carl Heger.
Il 25 e 26 maggio 1854, otto Stati tedeschi centrali (Regno di Baviera, Regno di Sassonia, Regno di Hannover, Regno di Württemberg, Granducato di Baden, Assia-Kassel, Assia-Darmstadt e Nassau) si incontrarono in città durante la cosiddetta Conferenza di Bamberga per discutere circa la loro posizione rispetto alle due grandi potenze orientali: l'Impero d'Austria e il Regno di Prussia.

### Tempi moderni
Nel 1909, a Bamberg, sorse uno dei primi gruppi di Boy-scout fondati in Germania.
Dopo la prima guerra mondiale, quando un'insurrezione comunista prese il controllo della Baviera, il recentemente eletto Governo regionale bavarese (Gabinetto di Hoffmann) si rifugiò a Bamberga il 7 aprile 1919 e dovette restarvi per quasi due anni, prima che la capitale Monaco venisse riconquistata dai Freikorps (si veda Repubblica di Weimar). La prima costituzione democratica della Baviera fu approvata a Bamberga, diventando nota come Bamberger Verfassung, la Costituzione di Bamberga.
Nel febbraio del 1926 la città fu sede della Conferenza di Bamberga, convocata da Adolf Hitler nel suo tentativo di promuovere l'unità e per soffocare il dissenso all'interno del giovane NSDAP. Bamberga fu scelta per la sua posizione, in Franconia, non lontano dai membri della fazione dissidente del Nord nazista, ma ancora all'interno della Baviera.
Nel 1933 i nazisti presero il potere a Bamberga e iniziarono le persecuzione dei cittadini ebrei e il Rogo di libri del 1º luglio.
Dopo la seconda guerra mondiale Bamberga apparteneva alla Zona di occupazione americana. L'amministrazione militare creò un campo per gli sfollati.

## Monumenti e luoghi d'interesse
La Città Vecchia di Bamberga è compresa nell'elenco dei patrimoni dell'umanità dell'UNESCO, poiché ha mantenuto il suo aspetto medioevale.
Alcuni dei principali luoghi di interesse sono:

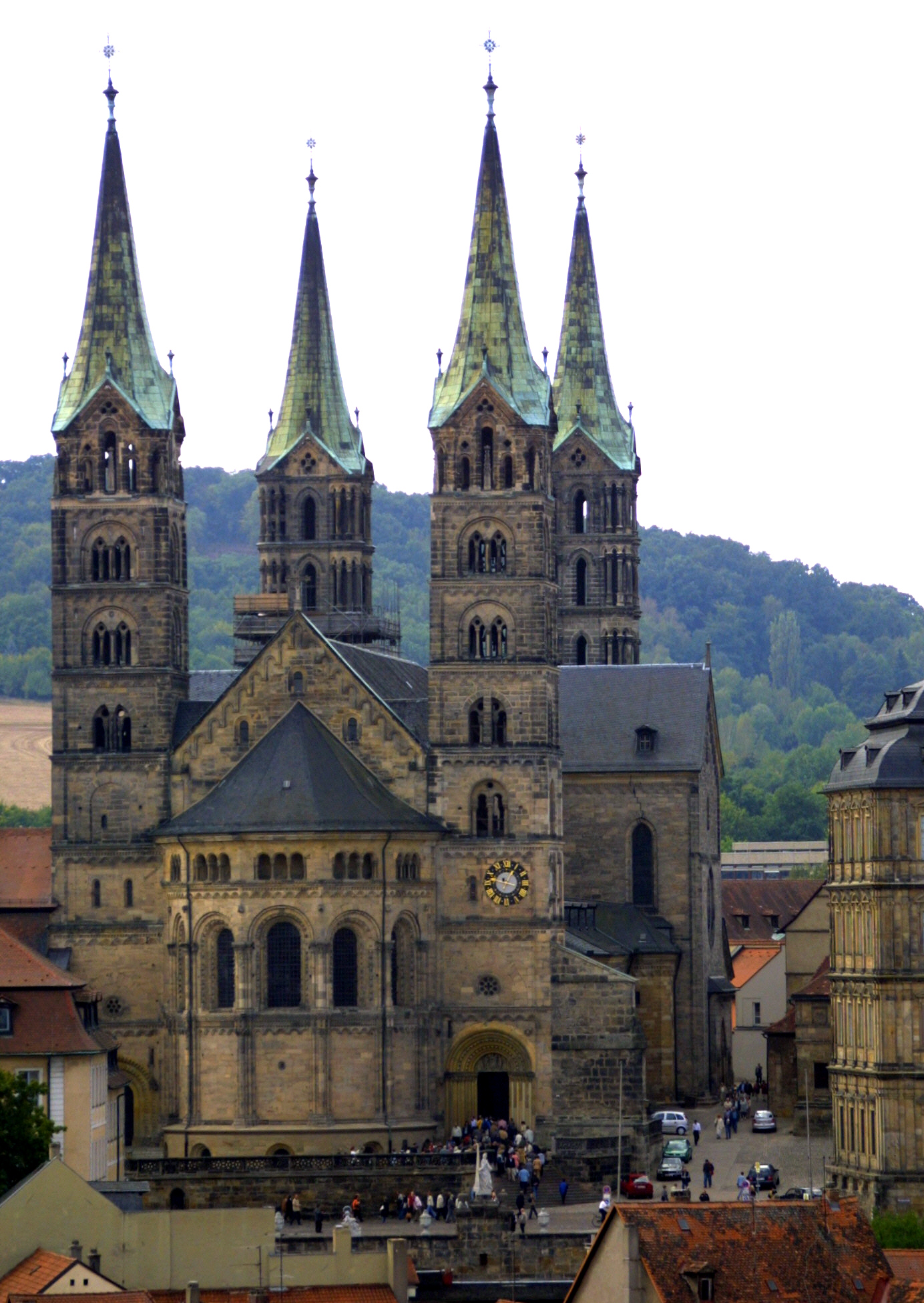
Il Duomo imperiale

- il Kaiserdom, Duomo Imperiale. Venne costruito in stile tardo-romanico tra la fine del XII secolo e il 1237 su una cattedrale precedente eretta dal 1004 dall'imperatore Enrico II il Santo e sua moglie Cunegonda, sepolti all'interno. Sono gli unici sovrani canonizzati del Sacro Romano Impero.

È una delle sette Cattedrali imperiali tedesche e rappresenta un significativo esempio dell'Architettura romanica in Europa e una delle opere medievali più importanti della Germania. Dal 1007 è sede vescovile, oggi arcidiocesi metropolitana. Custodisce anche la tomba del papa Clemente II, unico papa sepolto a nord delle Alpi.
- La Alte Hofhaltung. Antica residenza dei vescovi nel XVI e XVII secolo.
- La Neue Residenz. La Residenza Nuova dei Principi-vescovi dopo il XVII secolo.
- L'Altes Rathaus. Il Municipio Vecchio (1386), costruito nel mezzo del fiume Regnitz, e accessibile attraverso due ponti.
- La Obere Pfarrkirche. La Parrocchiale Superiore, grande chiesa gotica con la pala d'altare dell'Assunzione di Maria, di Tintoretto.
- Il Kloster Michelsberg. L'Abbazia di Monte San Michele, fondata dall'imperatore Enrico II il Santo nel XII secolo, divenne un importante e potente monastero benedettino. Venne trasformata in parte in stile barocco dal grande architetto tedesco Johann Dientzenhofer tra il XVII e il XVIII secolo.
- Böttingerhaus. Palazzo del XVIII secolo.
- La Klein-Venedig ("Piccola Venezia"), una colonia di pittoresche case di pescatori lungo il Regnitz.
- Il castello Altenburg.

## Clima
| Bamberga            | Mesi | Mesi | Mesi | Mesi | Mesi | Mesi | Mesi | Mesi | Mesi | Mesi | Mesi | Mesi | Stagioni | Stagioni | Stagioni | Stagioni | Anno |
| Bamberga            | Gen  | Feb  | Mar  | Apr  | Mag  | Giu  | Lug  | Ago  | Set  | Ott  | Nov  | Dic  | Inv      | Pri      | Est      | Aut      | Anno |
| ------------------- | ---- | ---- | ---- | ---- | ---- | ---- | ---- | ---- | ---- | ---- | ---- | ---- | -------- | -------- | -------- | -------- | ---- |
| T. max. media (°C)  | 1,7  | 3,8  | 8,6  | 13,8 | 18,6 | 22,2 | 23,4 | 22,5 | 19,0 | 13,3 | 6,7  | 3,1  | 2,9      | 13,7     | 22,7     | 13,0     | 13,1 |
| T. min. media (°C)  | −3,7 | −3,1 | −0,6 | 3,0  | 7,1  | 10,7 | 12,2 | 11,1 | 7,9  | 4,1  | 1,0  | −1,8 | −2,9     | 3,2      | 11,3     | 4,3      | 4,0  |
| Precipitazioni (mm) | 42   | 39   | 39   | 45   | 56   | 77   | 68   | 66   | 49   | 47   | 46   | 53   | 134      | 140      | 211      | 142      | 627  |

## Cultura

### Università
L'Università Otto-Friedrich di Bamberga è stata fondata nel 1972, ma rivendica la discendenza dall'antica Academia Bambergensis, fondata nel 1647.

### Biblioteche
La Biblioteca di Stato di Bamberga ha sede nella Residenza Nuova.

### Musica
L'Orchestra sinfonica di Bamberga si esibisce alla Konzert und Kongresshalle ("Sala dei Concerti e dei Congressi").

### Musei
È sito a Bamberga un Museo storico con una notevole collezione di dipinti.

### Cucina
Una specialità locale sono le Bamberger Zwiebeln, cipolle ripiene e sfumate con la birra da mangiare con le patate.

## Amministrazione

### Gemellaggi
- Rodez, dal 1970[senza fonte]
- Villaco, dal 1973[senza fonte]
- Bedford, dal 1977[senza fonte]
- Praga 1, dal 1992[senza fonte]
- Esztergom, dal 1992[senza fonte]
- Feldkirchen in Kärnten, dal 1993[senza fonte]

## Sport
Bamberger Basketball

## Galleria d'immagini

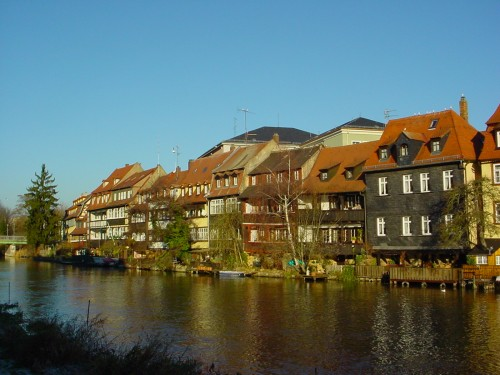
La Piccola Venezia
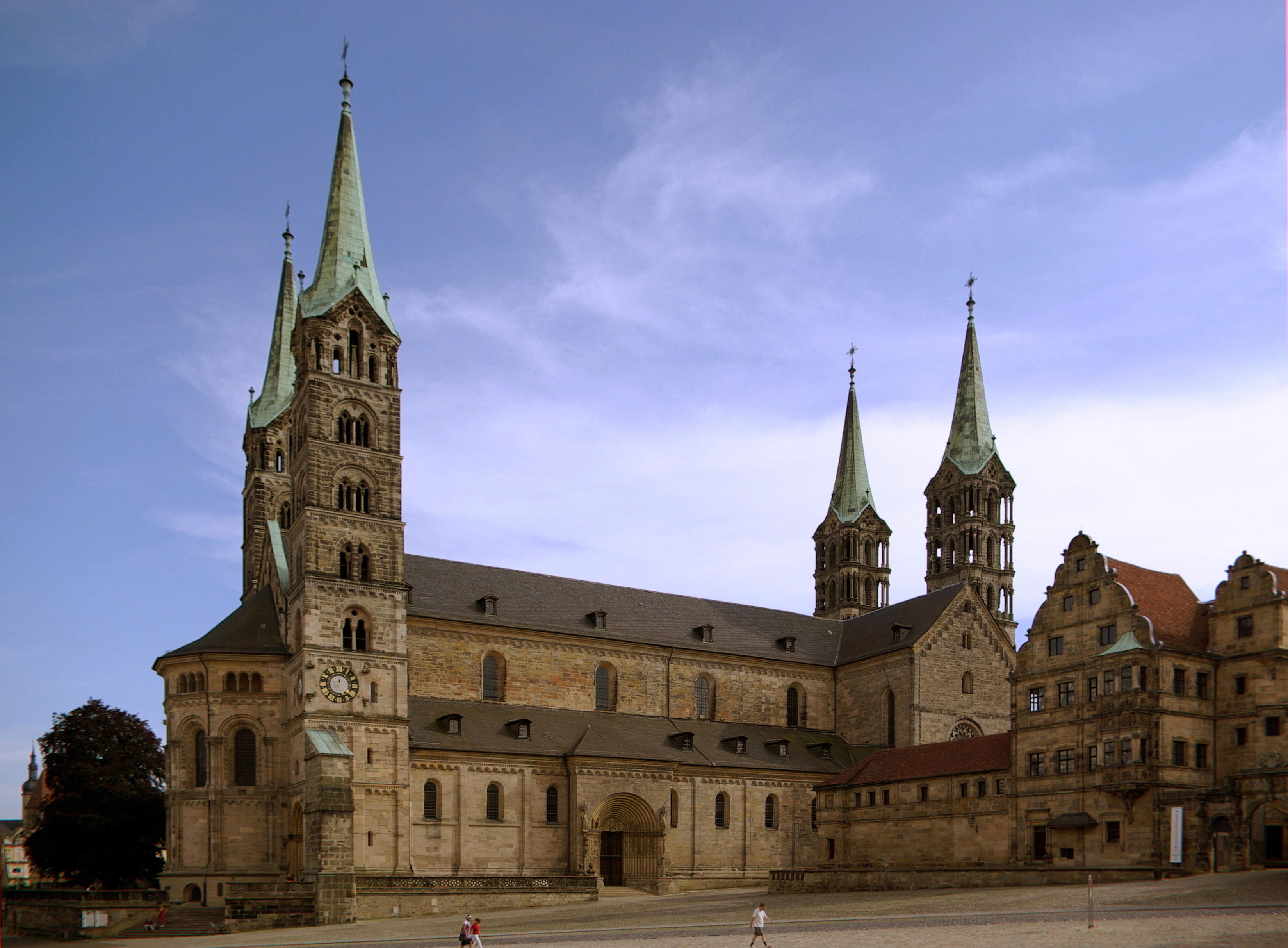
il Duomo Imperiale (Kaiserdom)
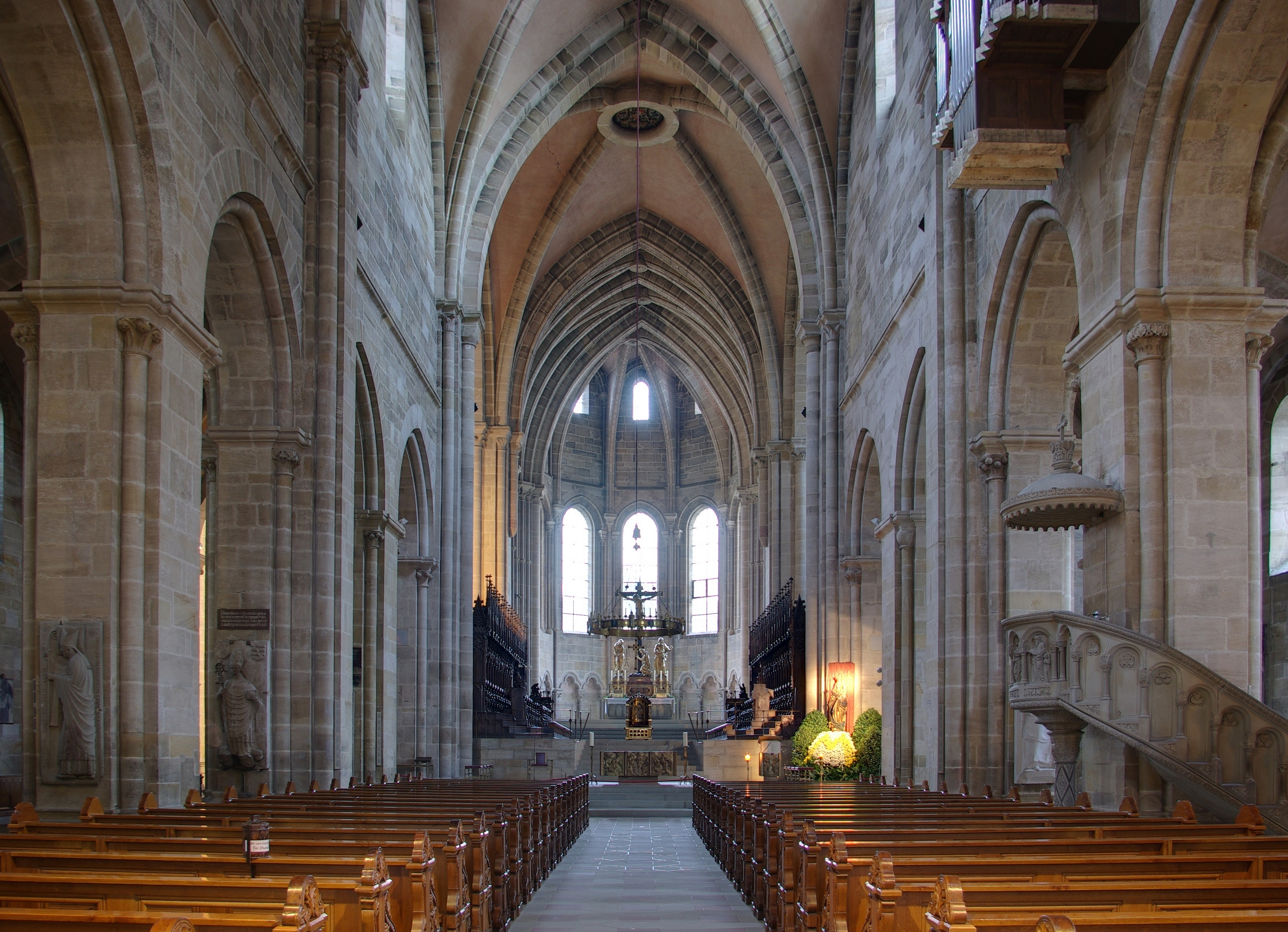
Il Kaiserdom all'interno
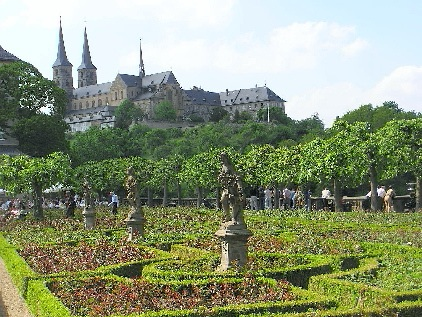
La chiesa di St. Michael dal Roseto
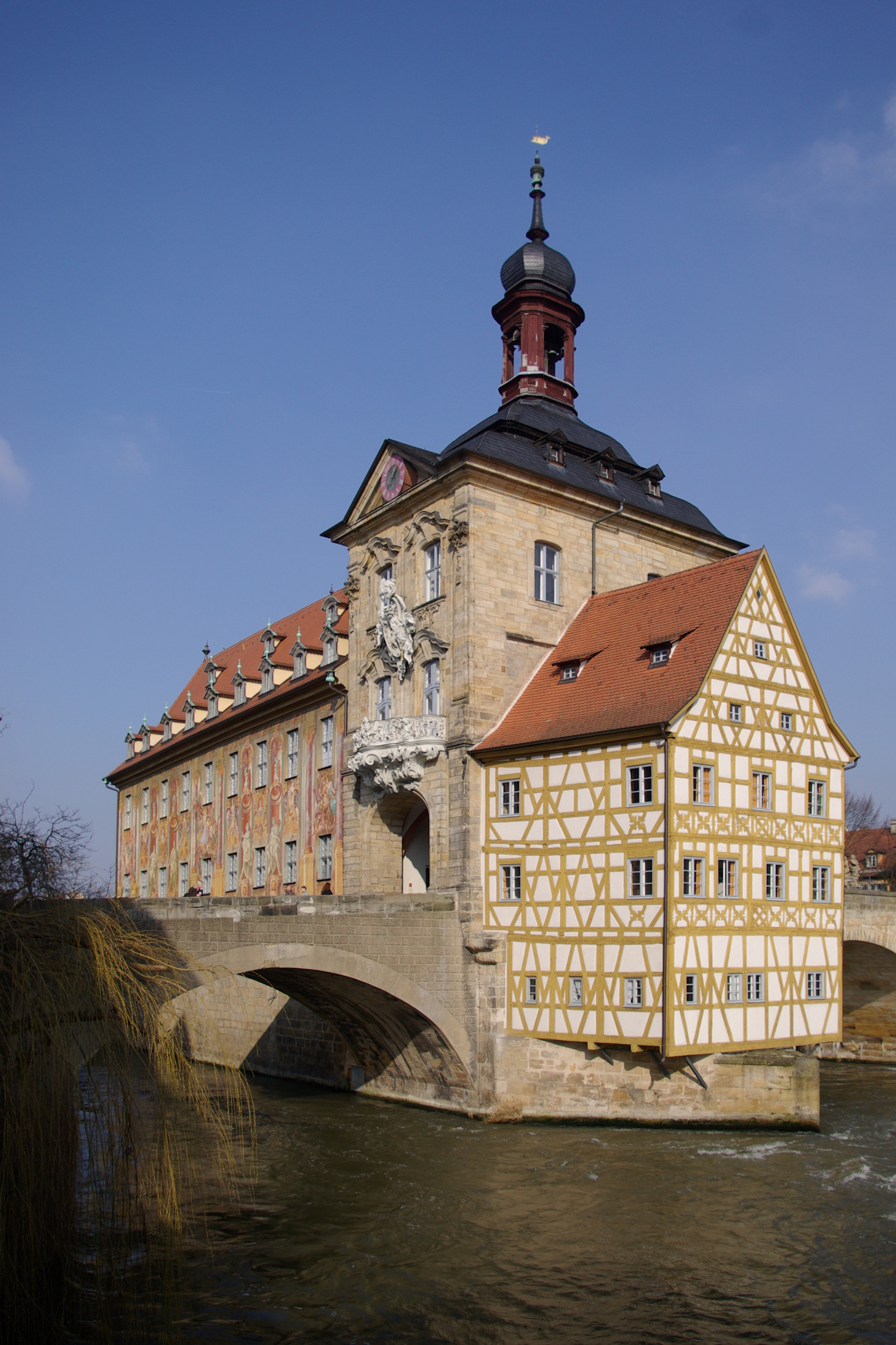
Il municipio antico
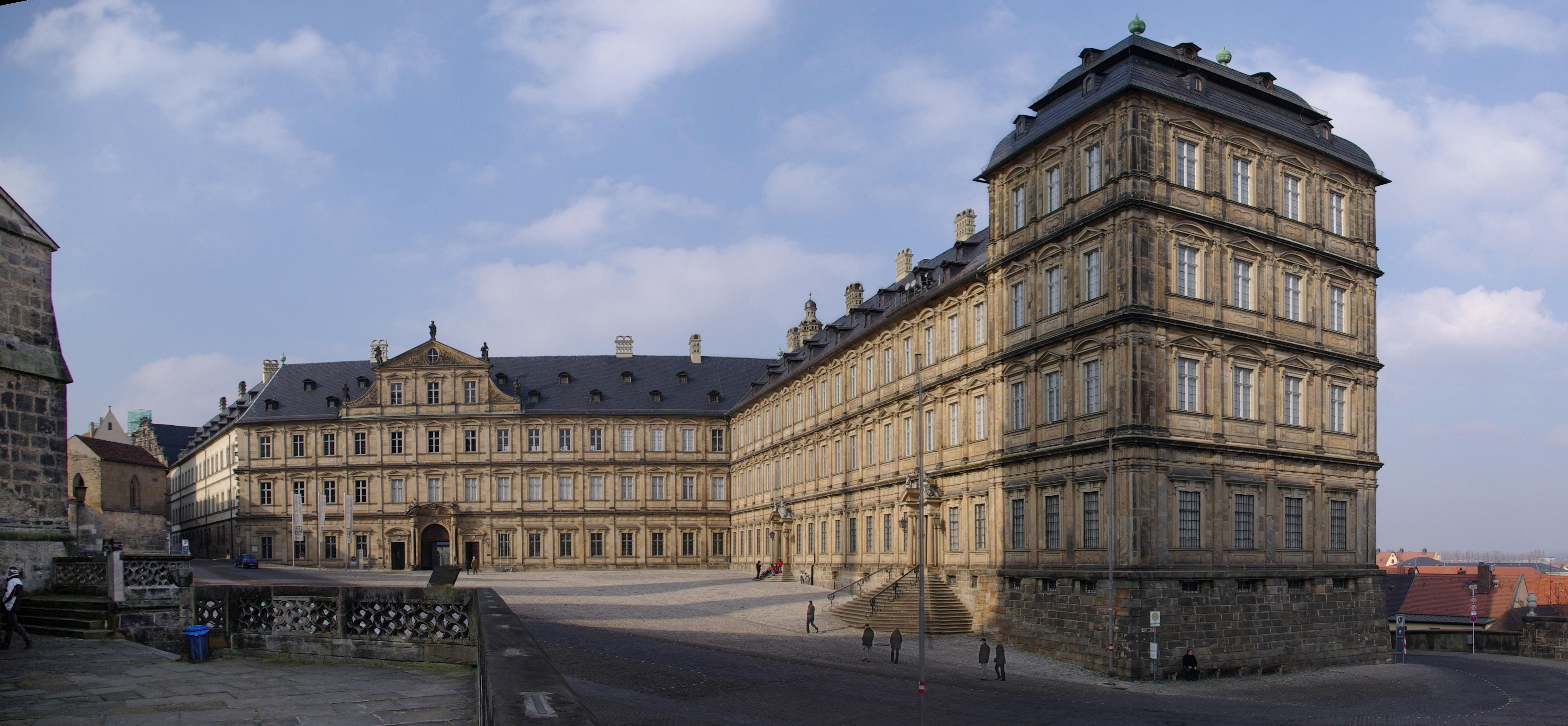
La Neue Residenz
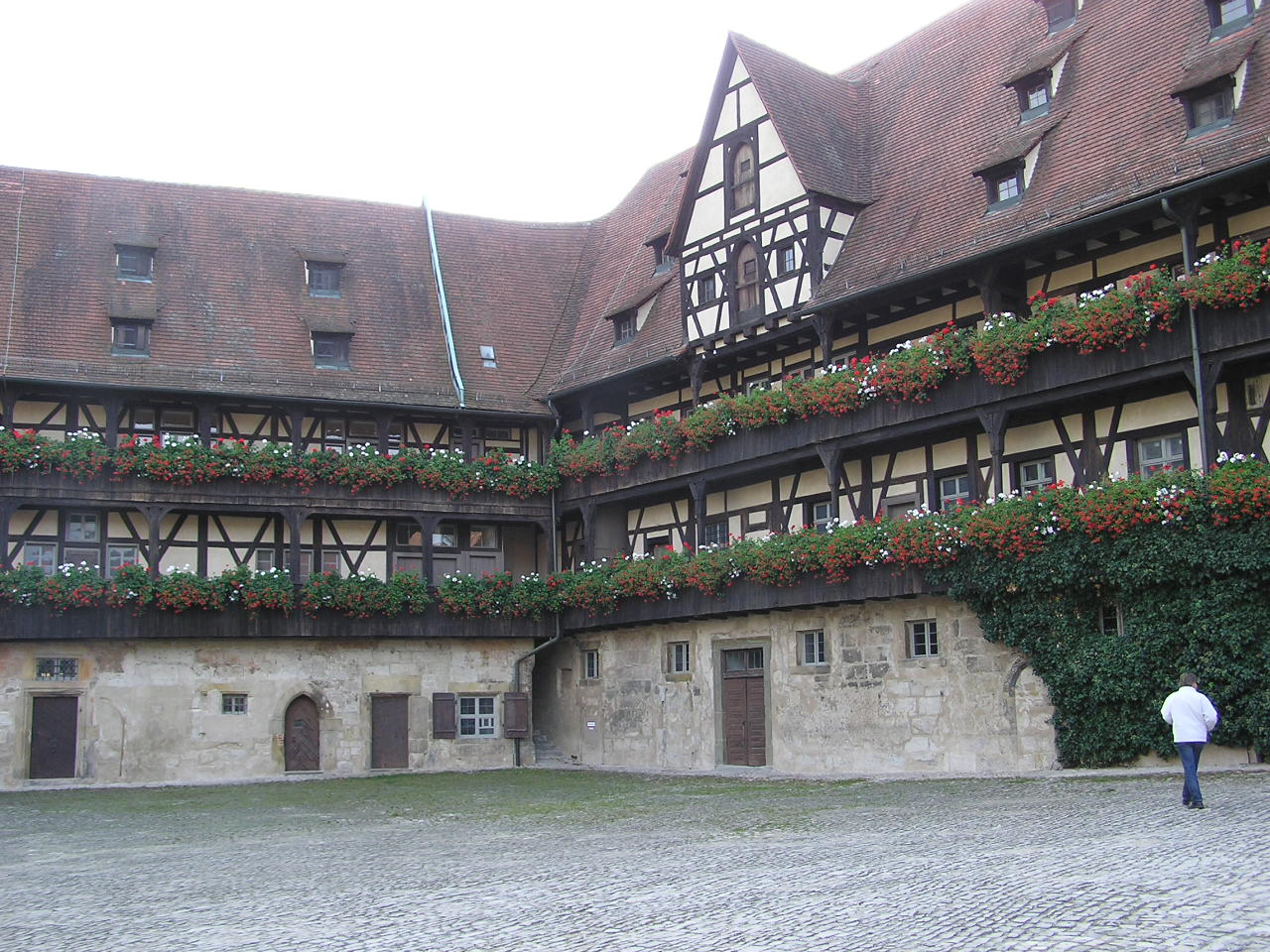
L'Alte Hofhaltung
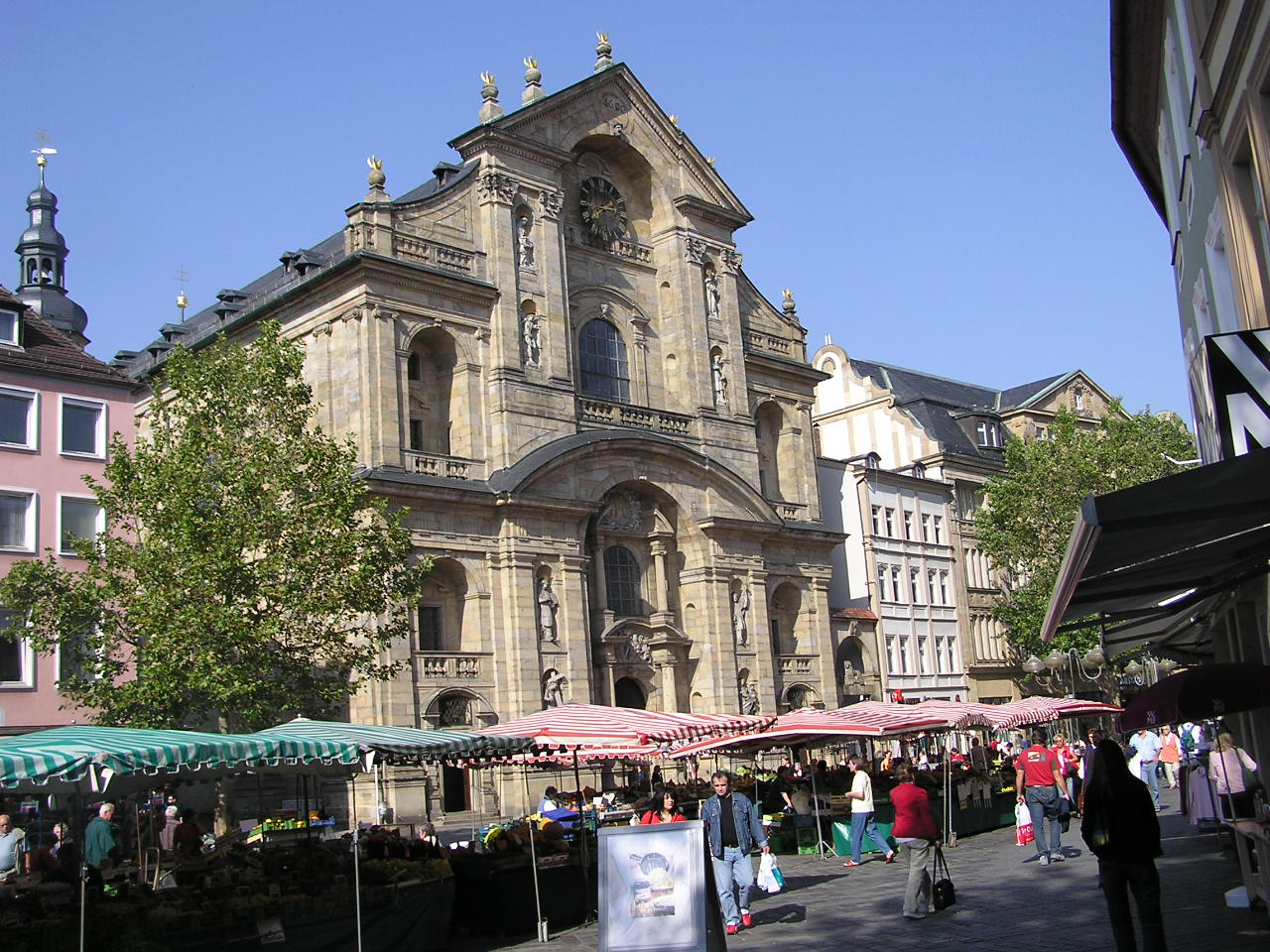
La chiesa di St. Martin
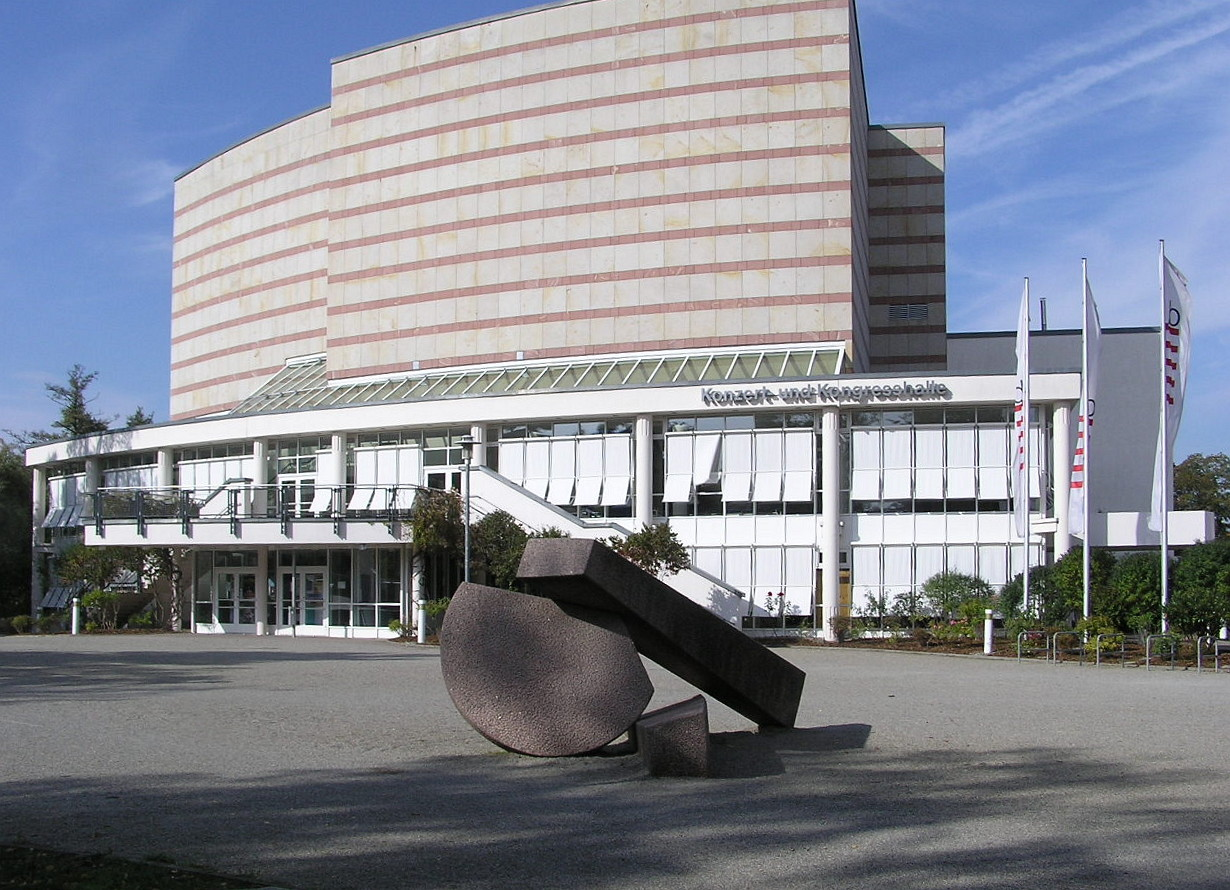
L'Auditorium per concerti e congressi